# Thomas Bell
Thomas Bell, född 11 oktober 1792 i Poole, England, död 13 mars 1880 i Selborne, England, var en brittisk tandläkare och zoolog, som var professor vid King's college i London, och var president i Linnean society 1853-61. Bell har gett ut arbeten över brittiska kräftdjur och högre ryggradsdjur.

## Biografi
Bell intresserade sig, liksom sin mor Susan, mycket för naturhistoria som hon också uppmuntrade hos hans yngre kusin Philip Henry Gosse. Bell lämnade Poole 1813 för utbildning till tandläkare i London och blev även kommittémedlem i det nybildade London Peace Society.
Bell gifte sig med Jane Sarah, dotter till William Roberts, Esq., i St Mary's Church, Rotherhithe den i december 1832. Paret hade ett barn, en dotter, Susan Gosse, född 29 mars 1836. Susan avled före sina föräldrar den 4 januari 1854. Jane dog den 29 juni 1873.
Några av Bells verk illustrerades av Jane, som signerade sig Jane S. Bell. 

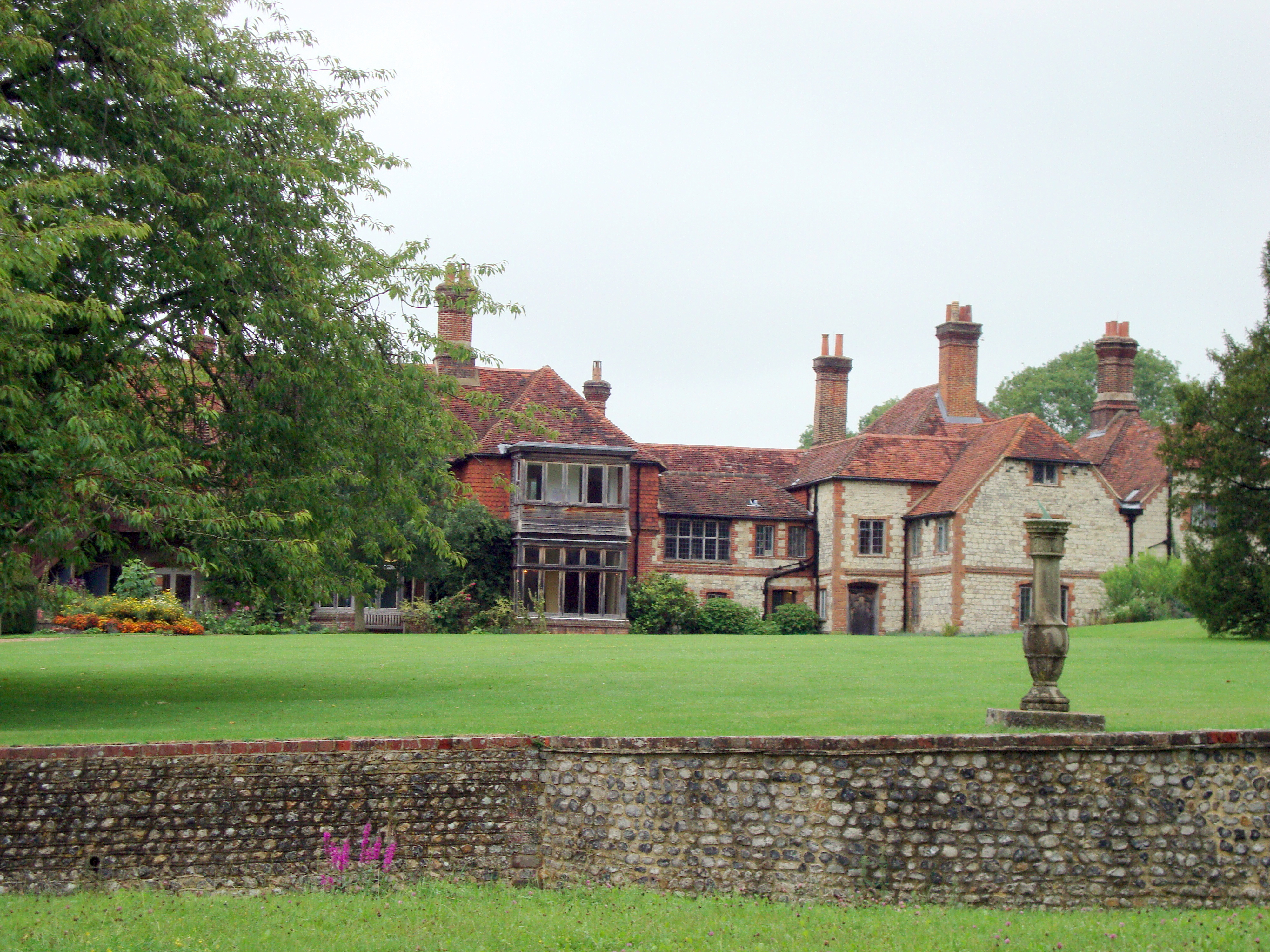
Gilbert White's house, The Wakes, nu museum, visat från trädgårdssidan 2010

I sitt sjuttionde år gick Bell i pension till The Wakes, ett hus i Selborne, där han intresserade sig mycket för dess tidigare invånare, amatörnaturforskaren Gilbert White. År 1877 publicerade han en ny upplaga av Whites bok The Natural History of Selborne. Bell dog i Selborne 1880.

## Karriär och vetenskapligt arbete
Bell kombinerade två karriärer och blev professor i zoologi vid King's College London 1836 (grundat på amatörforskning) samtidigt som han föreläste om anatomi vid Guy's Hospital. Han blev stipendiat vid Royal College of Surgeons 1844 och var ordförande i Linneanska sällskapet 1858. Han var kärnan i det vetenskapliga etablissemanget och när Charles Darwin återvände till London från Beagle-expeditionen i december 1836 var Bell snabb att ta på sig uppgiften att beskriva reptilproverna. Han anförtroddes också de exemplar av kräftdjur som samlats in på resan. Han var auktoriteten på detta område och hans bok British Stalke-eyed Crustacea är ett mästerverk. Han spelade en viktig roll i starten av Darwins teori om naturligt urval i mars 1837 när han bekräftade att de gigantiska Galapagossköldpaddorna var infödda på öarna, inte införda av buccaneers för mat som Darwin hade trott. Han stödde arrangemangen för publicering av Zoology of the Voyage of H.M.S. Beagle, men var sedan mycket långsam att göra framsteg med arbetet, och även om de första delarna av arbetet publicerades 1838, publicerades Bells bidrag om reptiler (del 5) i två nummer, 1842 och 1843, medan han därefter misslyckades med att komma vidare med kräftdjuren.
Som ordförande för Linnean Society ledde Bell mötet den 1 juli 1858 där Darwin och Alfred Russel Wallaces teorier om naturligt urval först presenterades i en gemensam läsning av deras skrifter On the Tendency of Species to form Varieties och On the Perpetuation of Varieties and Species by Natural Means of Selection. Bell verkar dock inte ha varit imponerad och skrev i sin årliga presidentrapport som presenterades i maj 1859 att "Året som har gått har verkligen inte präglats av någon av de slående upptäckter som på en gång så att säga revolutionerar den vetenskapsavdelning som de bär på".

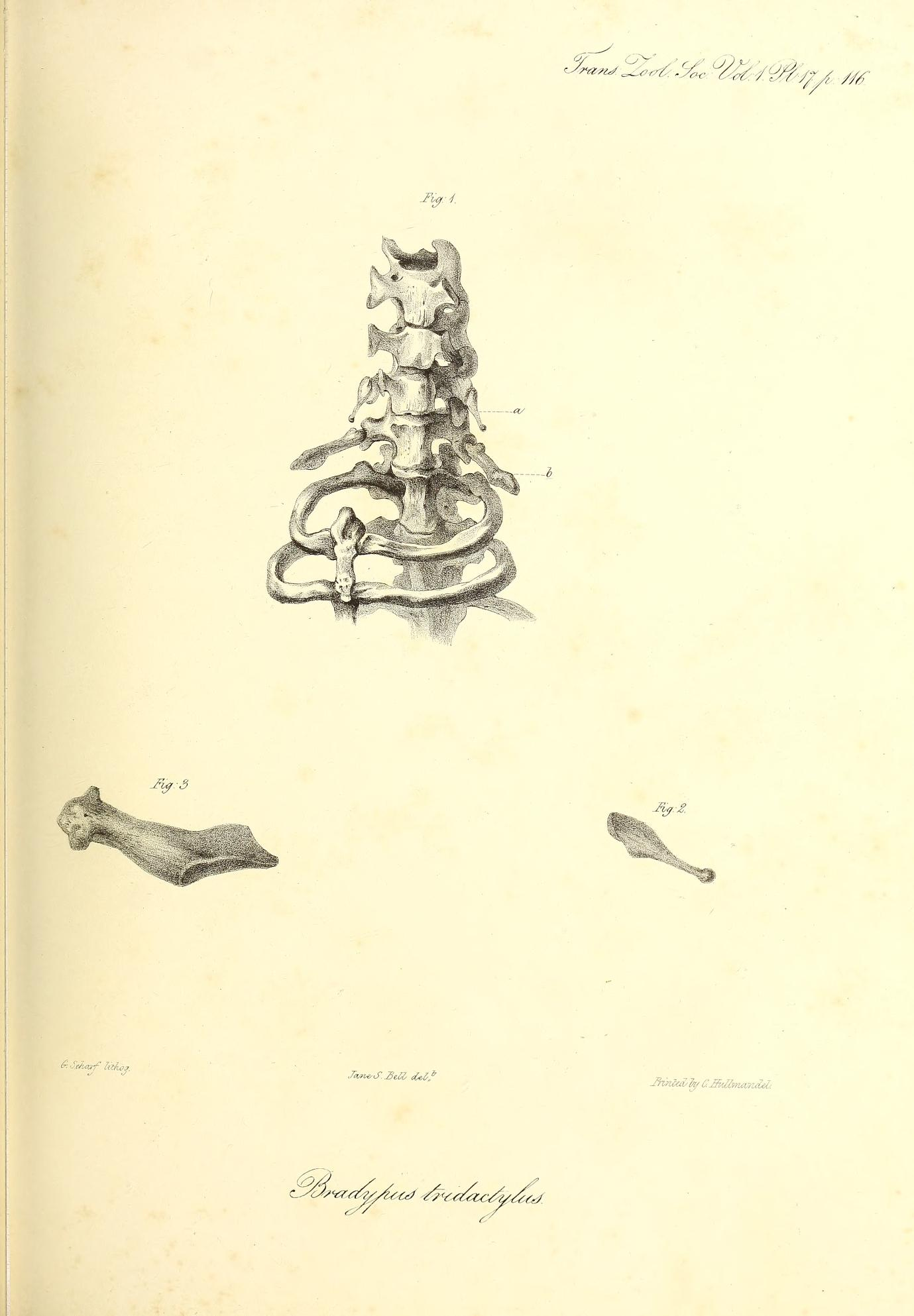
Illustration (planch 17) till en av Bells artiklar "Observations on the Neck of the Three-toed Sloth, Bradypus tridactylus, Linn.", av Jane S. Bell

## Utmärkelser och hedersbetygelser
- Fellow of the Royal Society

[Redigera Wikidata]
Bell har uppmärksammats med vetenskapliga namn på flera arter och underarter av reptiler såsom:
- Chrysemys picta belli, en underart av sköldpadda
- Gonocephalus bellii, en art av ödla
- Kinixys belliana, en art av sköldpadda
- Leiolepis belliana, en art av ödla
- Leiosaurus bellii, en art av ödla
- Liolaemus bellii, en art av ödla
- Myuchelys bellii, en sköldpaddsart
- Plestiodon lynxe bellii, en underart av ödla

## Bibliografi i urval

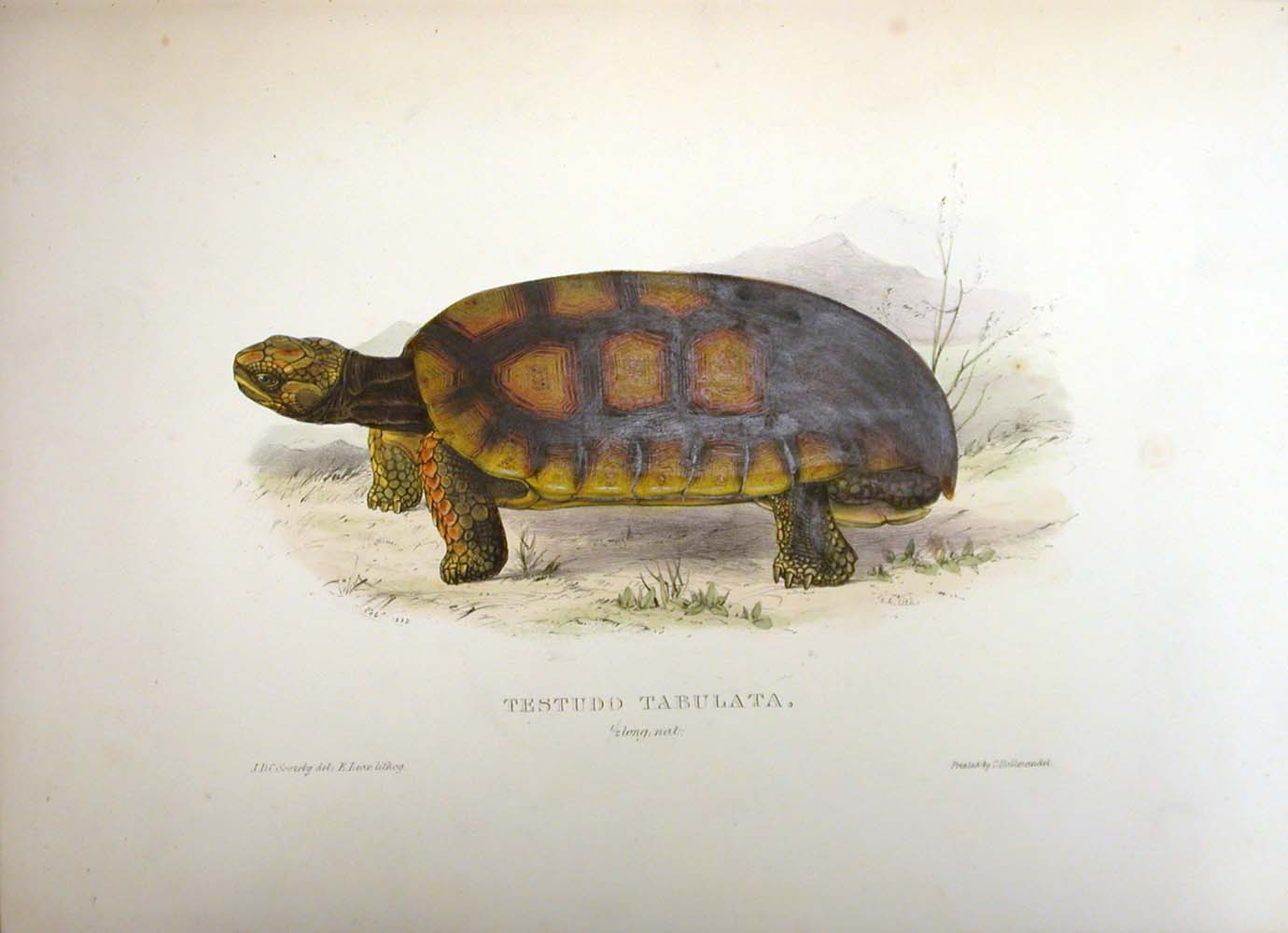
Chelonoidis denticulata/Testudo tabulata från Thomas Bells A Monograph of the Testudinata London: 1832–1836